# Сачада
Сачада — село в Чародинском районе Дагестана. Входит в состав  Суметинского сельского поселения.

## География
Расположено на р. Каралазулор (бассейн р. Каракойсу).
Находится в 19 км к югу от с. Цуриб.

## Население
| 1869 | 1888 | 1895 | 1926 | 1939 | 1970 | 1989 |
| ---- | ---- | ---- | ---- | ---- | ---- | ---- |
| 206  | ↗312 | ↘249 | ↗354 | ↗376 | ↗398 | ↘262 |
| 2002 | 2010 | 2021 |      |      |      |      |
| ↘175 | ↘150 | ↗193 |      |      |      |      |